# Argiolestes celebensis
Argiolestes celebensis är en trollsländeart som beskrevs av Cornelis Kalkman 2007. Argiolestes celebensis ingår i släktet Argiolestes och familjen Megapodagrionidae. Inga underarter finns listade i Catalogue of Life.